# Malifeta
Malifeta és un grup de música valencià que combina el pop amb ritmes de reggaeton i dancehall. Està format per Arnau Giménez, Mireia Matoses, Toni Fort i Ana Rajadel.
El projecte va nàixer el 2020 durant el confinament per la pandèmia de COVID-19, quan Arnau (membre de Zoo) i Mireia (cantant de Pupil·les) van publicar els tres primers temes: «Xinxeta», «Coenta» i «T'estime si he begut». El 2023 van publicar el seu primer àlbum Mitologia enregistrat a Atomic Studio. El 8 de novembre de 2024 va fer el seu primer concert amb sold out a la sala 16 Toneladas de València, amb la incorporació de Toni al grup.

## Discografia
| • Mitologia (2023) |
| --- |
| 1. Intro (amb Jonatan Penalba) 2. A cançó de l'estiu 3. Se7en 4. Papallona 5. Emili Baró, 14 6. Si me dices 7. Coenta - Dasoussa version 8. Llengua negra 9. Toni 10. Edat |